# Aeroportul Henry Tift Myers
Aeroportul Henry Tift Myers (IATA: TMA, ICAO: KTMA, FAA LID: TMA) este un aeroport din Georgia, Statele Unite ale Americii ce deservește zona Tifton⁠(d). Aeroportul a fost tranzitat în 2019 de 10 pasageri. A fost numit după Hank Myers⁠(d).
Situat la o altitudine de 108 m, aeroportul dispune de 2 piste.

## Infrastructură

### Piste
Aeroportul dispune de 2 piste. Pista 10/28 are suprafața de asfalt și dimensiunile 3.807 picioare × 75 picioare. Pista 16/34 are suprafața de asfalt și dimensiunile 6.506 picioare × 100 picioare. 